# Saïdou Sanfo
Saïdou Sanfo (né le 17 juin 1970) est un coureur cycliste burkinabé.

## Palmarès
- 1992
  - 6e et 11e étapes du Tour du Faso
- 1993
  - 6e et 7e étapes du Tour du Faso
- 1994
  - 3e, 4e et 8e étapes du Tour du Faso
- 1996
  - 3e étape du Tour du Faso
- 1997
  - 1re, 5e, 6ea et 10e étapes du Tour du Faso
- 1999
  - 7eb étape du Tour du Faso
- 2003
  - 2e du championnat du Burkina Faso sur route
- 2007
  -  Champion du Burkina Faso sur route
- 2008
  - 7e étape du Tour du Togo

## Classements mondiaux
| Année           | 2005 | 2006 | 2007 | 2008 |
| --------------- | ---- | ---- | ---- | ---- |
| UCI Africa Tour | 15e  | 45e  | 41e  | 216e |